# Leszek Pękala
Leszek Pękala (ur. 30 maja 1952 w Złotoryi) – funkcjonariusz Milicji Obywatelskiej i oficer (w stopniu porucznika) Służby Bezpieczeństwa PRL, po zabójstwie kapelana warszawskiej „Solidarności” Jerzego Popiełuszki uznany przez sąd za winnego zabójstwa, skazany na karę 15 lat pozbawienia wolności i zdegradowany do stopnia szeregowego.

## Życiorys
Z wykształcenia elektronik. W Służbie Bezpieczeństwa od 1 października 1977 roku. Pracował w Komendzie Wojewódzkiej Milicji Obywatelskiej w Tarnowie. W 1979 roku ukończył studium podyplomowe przy Wyższej Szkole Oficerskiej w Legionowie. Do 1981 roku był kierownikiem sekcji w Komendzie Wojewódzkiej Milicji Obywatelskiej w Tarnowie, po czym został przeniesiony do pracy w Wydziale VIII Departamentu IV Ministerstwa Spraw Wewnętrznych na stanowisko inspektora.
Współoskarżony wraz z Grzegorzem Piotrowskim i Waldemarem Chmielewskim o zabójstwo w październiku 1984 roku Jerzego Popiełuszki. W związku z powyższym, 31 października 1984 roku zwolniony dyscyplinarnie i zdegradowany do stopnia szeregowego.
W tzw. „procesie toruńskim” toczącym się od 27 grudnia 1984 do 7 lutego 1985 roku przed Sądem Wojewódzkim w Toruniu został skazany na karę 15 lat więzienia. Leszek Pękala, po złagodzeniu wyroku w wyniku dwóch amnestii, wyszedł z więzienia po odsiedzeniu 6 lat, w roku 1990. W późniejszym okresie zmienił nazwisko.